# クルト・フォン・ゴットベルク

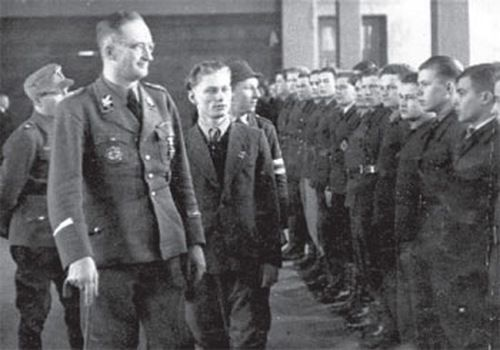
ミンスクにて、ベラルーシ青年協会の入隊式を閲兵するゴットベルク（杖をついている人物）

クルト・グスタフ・フリードリヒ・ヴァルター・フォン・ゴットベルク（ドイツ語: Curt Gustav Friedrich Walther von Gottberg, 1896年2月11日- 1945年5月31日） は、ナチス・ドイツの親衛隊（SS）の将軍。最終階級は親衛隊大将、警察大将及び武装親衛隊大将。

## 経歴

### 初期の人生
東プロイセンのプロイシッシュ・ヴィルテンで荘園主の息子として生まれる。ギムナジウムで大学入学資格を取得する。
第一次世界大戦が勃発すると、1914年8月に志願兵として胸甲騎兵連隊「グラーフ・ヴランゲル」に入隊。1915年に近衛第1歩兵連隊に移って西部戦線で戦い、1917年に重傷を負う。大戦中に一級鉄十字章および二級鉄十字章、戦傷章黒章を受章した。
ドイツ敗戦後、1919年4月にエアハルト海兵旅団に参加した。1923年11月9日のミュンヘン一揆にも参加している。1924年からは、スウェーデンとイタリアで農作業と農地管理に従事した。

### 親衛隊入隊後
1931年11月15日に突撃隊に入隊。1932年2月1日に国家社会主義ドイツ労働者党に入党（党員番号948,753）。7月20日には突撃隊を去って、親衛隊に入隊する（隊員番号45,923）。
1934年3月25日には親衛隊特務部隊の大隊長となる。1935年6月1日からブラウンシュヴァイクの親衛隊第49連隊の指揮官となるが、1936年1月5日に自動車事故のため左足下腿部を切断している。1937年7月1日から親衛隊人種及び移住本部の入植部門の局長となる。1939年4月18日からベーメン＝メーレン保護領に派遣され、プラハに国土事務局を設置した。だが金融的失政によって11月7日に解任され、一時期職務から離れた。
1940年10月1日から親衛隊本部の補充部門の局長、1941年1月10日に訓練部門の局長となる。
1942年7月21日に「東国及び北ロシア」親衛隊及び警察高級指導者指揮下の「白ロシア」親衛隊及び警察指導者に任命される。11月16日から戦闘団「フォン・ゴットベルク」司令官となり、対パルチザン作戦に参加した。

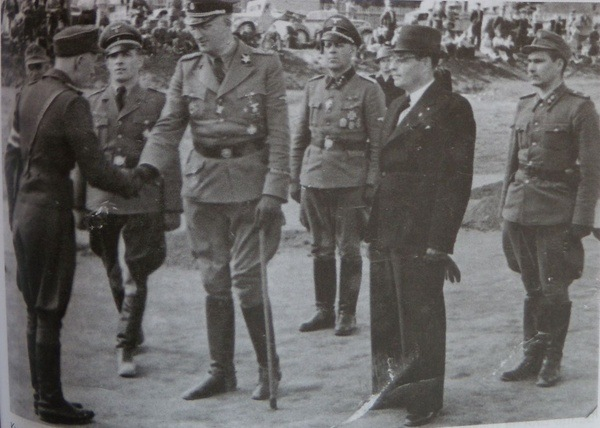
ベラルーシ防衛部隊を閲兵するゴットベルク。右の平服姿が中央ラーダ議長のオストロフスキ。

1943年7月5日には「中央ロシア及び白ロシア」親衛隊及び警察高級指導者代理となる。9月22日に白ロシア行政委員であるヴィルヘルム・クーベが暗殺されると後任に任じられた。ゴットベルクのもとで白ロシアにおける独立政府・ベラルーシ（白ロシア）中央ラーダおよびベラルーシ防衛部隊（BKA）の創設の方向性について承認がなされた。
1944年8月7日に第12SS軍団長に就任し東部戦線の第3戦車軍の下で、さらに1944年9月末から西部戦線の第1降下猟兵軍指揮のもとで野戦部隊の指揮を執ったが、重病となり入院した。

### 最期
オランダの北西軍集団付として療養していたが、ベルリン陥落寸前にゲッベルスからの密命で除隊した兵士の再動員の役割を負いフレンスブルク政府に合流するもドイツ降伏に伴い政府閣僚ともどもイギリス軍の捕虜となる。捕虜となって1週間ほど経った5月31日にルッツホフト収容所で自殺。

## キャリア

### 階級
出典
- 1914年9月20日、少尉
- 1919年4月20日、中尉
- 1932年7月20日、親衛隊志願兵
- 1933年1月12日、親衛隊二等兵
- 1933年1月12日、親衛隊伍長
- 1933年4月25日、親衛隊曹長
- 1933年10月20日、親衛隊上級曹長
- 1933年11月6日、親衛隊少尉
- 1933年12月15日、親衛隊大尉
- 1934年1月30日、親衛隊少佐
- 1934年3月24日、親衛隊中佐
- 1937年11月9日、親衛隊大佐
- 1939年1月30日、親衛隊上級大佐
- 1940年12月1日、武装親衛隊の予備役親衛隊中佐
- 1942年4月20日、親衛隊少将及び警察少将
- 1943年7月11日、親衛隊中将及び警察中将
- 1944年7月21日、親衛隊大将、警察大将及び武装親衛隊大将

### 受章歴
出典
- 鉄十字勲章
  - 二級鉄十字章
    - 二級鉄十字章略章(1942年12月6日)

  - 一級鉄十字章
    - 一級鉄十字章略章(1943年2月20日)

  - 騎士鉄十字章(1944年6月30日)
- ドイツ十字章金章(1943年8月7日)
- 戦功十字章
  - 二級剣付戦功十字章(1942年8月7日)
  - 一級剣付戦功十字章(1943年2月20日)
- パルチザン掃討章
  - 銀章(1944年7月15日)
- 戦傷章黒章(1918年)
- 1938年3月13日記念メダル
- 1938年10月1日記念メダル
  - 略章「プラハ城」
- 名誉十字章前線戦士章(1934年10月15日)
- 勤続章（ドイツ語版）
  - ナチ党勤続章
    - 銅章
- SAスポーツ勲章（ドイツ語版）
  - 銅章（1937年12月1日）
- 親衛隊名誉短剣
- 親衛隊全国指導者名誉長剣(1937年12月1日)
- 親衛隊名誉リング(1937年12月1日)